# Міха Йосеф Бердичівський
Міха Йосеф Бердичівський (1865, Меджибіж — 1921, Берлін) — єврейський мислитель і письменник на івриті та їдиші українського походження.

## Біографія
М.Бердичівський народився в Меджибожі в хасидській родині. Він нащадок рабинів. Рано захопився ідеями руху Гаскала. У 1890 році переїхав до Німеччини, навчався в Бреслау два роки в єврейській семінарії та університеті. З 1892 року проживав у Берліні, де займався наукою про єврейство (Юдаїка), a також Ніцше і Гегелем. Виступає з критичними статтями по ідеології Ахад-ха-Ама, Гаскали та сіонізму.
Продовжував навчання у Берні, потім знову провів чотири роки в Берліні (1896–1900), де опублікував велику кількість статей на івриті із закликами до переоцінки цінностей та розширення горизонтів івритської літератури.
У 1900 році одружився з Рахель Ромберг, яка багато допомагала літературній роботі чоловіка. У 1903 році у них народився син Іммануель.
Після перебування у Варшаві, Бердичівський знову опинився в Бреслау, де написав свої найвідоміші твори (1901–1911 роки). Потім — знову Берлін. Під час Першої світової війни і пізніше справи пішли гірше — обмеження у переміщенні для громадян Російської імперії, що похитнуло його здоров'я. Важким ударом для Бердичівського стала звістка про загибель його батька під час погрому.
Помер у 1921 році і похований на Єврейському цвинтарі в Вайсензеє в Берліні.

## Творчість

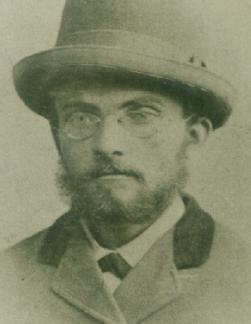
Молодий Міха Бердичівський

Перше зібрання творів Бердичісвського у 20-ти томах вийшло вже у 1921–1925 роках в Берліні. Бердичівський написав близько 150 оповідань на івриті, багато новел на ідиш та трохи німецькою. Писав романи, наприклад, «Мір'ям». У творчості присутні автобіографічні елементи, описи побуту євреїв у смузі осілості. Написав велику кількість есе і статей, багато з них гостро-критичні. Збирав і публікував єврейські легенди.
Для творчості Бердичівського характерні критика традиційного єврейського життя разом з гордістю за єврейську спадщину.
Пропонував вважати єврейство не лише релігією, але й культурою, окремою цивілізацією. Творчість Бердичівського викликала інтерес таких ортодоксальних релігійних письменників як рав Кук Аврагам Їцхак і раббі Ієхіель Яаков Вайнберг. На думку обох, єресь і бунт Бердичівського йдуть з того ж джерела, що і святість.

## Родина
Дружина Бердичівського — Рахель Ромберг;
Син Бердичівського — Іммануель Бен-Горіон (1903, Бреслау — 1978, Єрусалим) редагував і видавав твори батька в Ізраїлі.